# 戈尔莱
戈尔莱（義大利語：Gorle），是意大利贝加莫省的一个市镇。总面积2平方公里，人口6311人，人口密度3155.5人/平方公里（2009年）。国家统计（ISTAT）代码为016115。